# Robuń
Robuń (deutsch Rabuhn) ist ein Dorf in der Woiwodschaft Westpommern in Polen. Es gehört zu der Gmina Gościno (Gemeinde Groß Jestin) im Powiat Kołobrzeski (Kolberger Kreis).

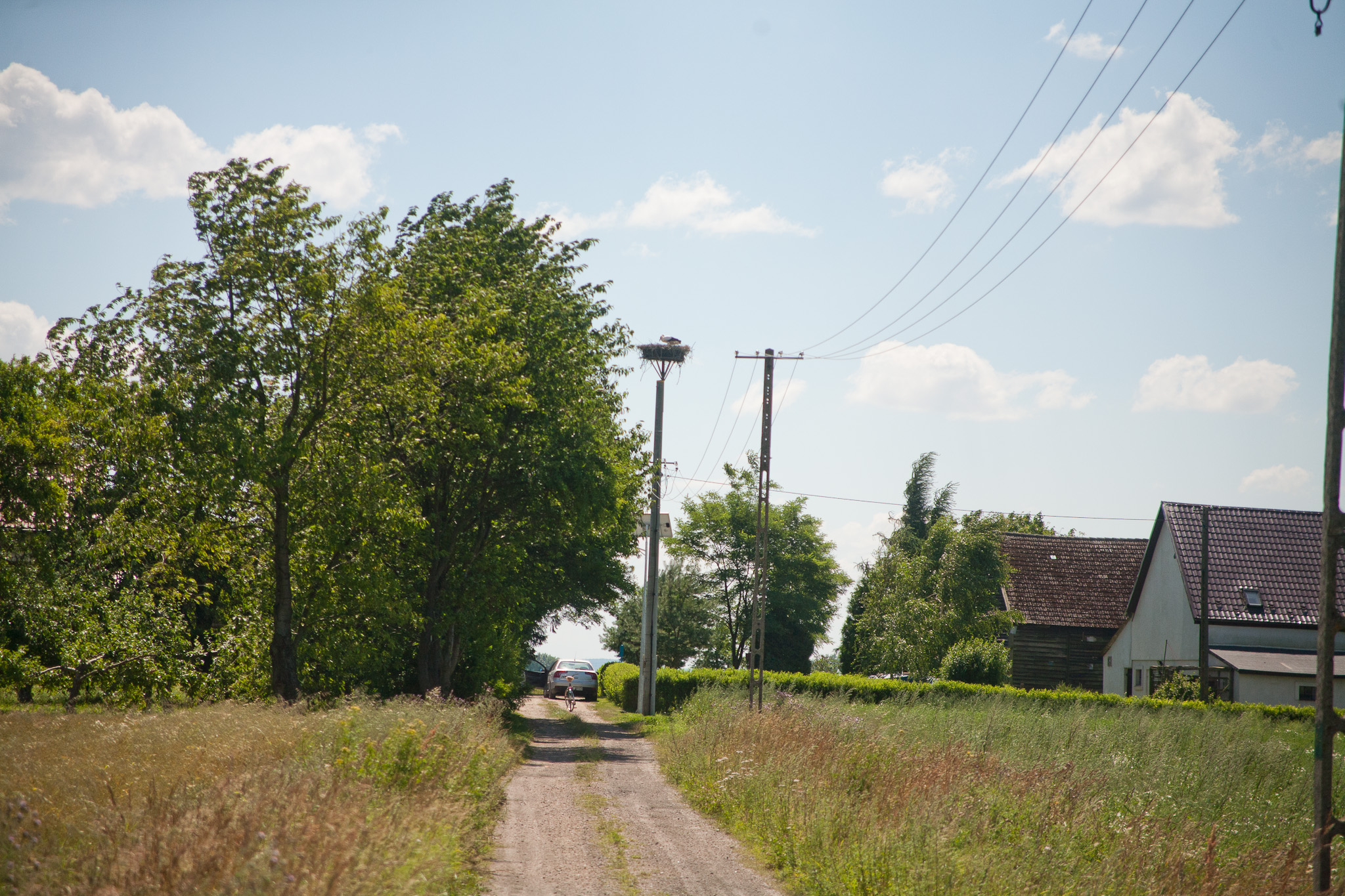
Ortsbild mit Storchennest (Aufnahme von 2014)

## Geographische Lage
Das Dorf liegt in Hinterpommern, etwa 20 Kilometer südlich von Kołobrzeg (Kolberg) und etwa 100 Kilometer nordöstlich von Stettin.
Die nächsten Nachbarorte sind im Westen Wartkowo (Wartekow), im Nordwesten Myślino (Moitzlin) und im Süden Gościnko (Klein Jestin).

## Geschichte
Das Dorf wurde im Mittelalter im Herzogtum Pommern in der Form eines Hufeisendorfes angelegt. Die erste urkundliche Erwähnung des Dorfes stammt aus dem Jahre 1276. Damals bestätigte der Bischof von Cammin, Hermann von Gleichen, dem Kolberger Domkapitel seine Besitzungen. Das damals „Robun“ genannte Dorf war der fünften Domherrenpfründe zugeordnet. Im Jahre 1320 erschien ein Radaz de Rabun als Zeuge in einer Urkunde.
Im 16. Jahrhundert war Rabuhn im Lehnsbesitz der adligen Familie Podewils. Auf der Lubinschen Karte des Herzogtums Pommern von 1618 ist „Rabbun“ eingetragen. Im Jahre 1666 erschien Rabuhn im Lehnsbesitz der adligen Familie Damitz. Im 18. Jahrhundert war der Lehnsbesitz an Rabuhn zeitweise in mehrere Anteile aufgeteilt, im 18. und 19. Jahrhundert wechselten die Besitzerfamilien häufig. Unter den Besitzern war Caspar Friedrich von Ramel, Landrat des Kreises Belgard, der Rabuhn 1766 nach dem Konkurs des Vorbesitzers ersteigerte. Nach seinem Tode 1795 wollte seine Witwe Rabuhn an einen Nichtadligen verkaufen, was ihr aber nicht erlaubt wurde.
In Ludwig Wilhelm Brüggemanns Ausführlicher Beschreibung des Herzogtums Vor- und Hinterpommern (1784) ist Rabuhn als adeliger Wohnsitz unter den adeligen Gütern des Fürstentums Cammin aufgeführt. Damals gab es in Rabuhn ein Vorwerk, also den Gutsbetrieb, eine Schäferei, sechs Bauernstellen und eine Schmiede, insgesamt 16 Haushaltungen („Feuerstellen“).
Nach der Regulierung der gutsherrlichen und bäuerlichen Verhältnisse im 19. Jahrhundert (siehe: Preußische Agrarverfassung) wurde der Gutsbetrieb vergrößert. Es bestanden der größere Gutsbezirk und die kleinere Landgemeinde nebeneinander. In der ersten Hälfte des 19. Jahrhunderts gehört Rabuhn Johann Friedrich Scheunemann (1749–1828) und Joachim Friedrich Scheunemann (1786–1848).
Im Jahre 1898 erwarb die Landbank Berlin das Gut Rabuhn, um es aufzusiedeln. Sie teilte 50 neue Siedlerstellen ab, die überwiegend außerhalb des Dorfes, in der Feldmark verteilt, angelegt wurden. Es blieben zwei Restgüter bestehen, von denen eines noch im Jahre 1932 durch die Kreissiedlungsgesellschaft aufgesiedelt wurde.
Mit der Aufsiedlung wurde der bisherige politische Gutsbezirk Rabuhn in die Landgemeinde Rabuhn eingemeindet, mit der allgemeinen Auflösung der Gutsbezirke in Preußen im Jahre 1928 auch der benachbarte Gutsbezirk Moitzlin.
Bis 1945 bildete Rabuhn eine Gemeinde im Landkreis Kolberg-Körlin der Provinz Pommern. Zur Gemeinde gehörte neben Rabuhn als weiterer Wohnplatz das Dorf Moitzlin.
Gegen Ende des Zweiten Weltkriegs wurde Rabuhn durch die Rote Armee besetzt. Das Dorf kam, wie alle Gebiete östlich der Oder-Neiße-Grenze, an Polen. Die Dorfbevölkerung wurde vertrieben. Der Ortsname wurde als „Robuń“ polonisiert.

## Entwicklung der Einwohnerzahlen
- 1816: 147 Einwohner[4]
- 1867: 290 Einwohner, davon 44 in der Landgemeinde Rabuhn und 246 im Gutsbezirk Rabuhn[4]
- 1885: 257 Einwohner, davon 38 in der Landgemeinde Rabuhn und 219 im Gutsbezirk Rabuhn[4]
- 1905: 413 Einwohner[4]
- 1925: 428 Einwohner[4]
- 1933: 594 Einwohner, mit Moitzlin[4]
- 1939: 582 Einwohner, mit Moitzlin[4]
- 2017: 385 Einwohner[5]